# Răstoaca
Răstoaca es una comuna ubicada en el distrito de Vrancea, Rumania.

## Superficie
Posee una superficie de 20,44 kilómetros cuadrados.

## Demografía
Hasta 2021 la población era de 2059 habitantes, con una densidad de población de 100,7 habitantes por kilómetro cuadrado.